# پنگوئن امپراتور
پنگوئن امپراتور (به انگلیسی: Emperor Penguin) یا پنگوئن فرمانروا (نام علمی: Aptenodytes forsteri) بلندقدترین و سنگین‌وزن‌ترین گونه زنده پنگوئن است که در قطب جنوب زندگی می‌کند. این پرنده به‌همراه پنگوئن پادشاه دو عضو سرده پنگوئن‌های بی‌بال را تشکیل می‌دهند.
نر و ماده این پرنده هم‌شکل هستند و نرها اندکی از ماده‌ها سنگین‌وزن‌ترند. با داشتن وزن میانگینی بیشتر از ۴۰ کیلوگرم، پنگوئن امپراتور در میان سنگین‌ترین پرندگان جهان قرار دارد. رنگ بدن آن‌ها به‌صورت سفید در جلوی بدن و روی سینه، سیاه در پشت و روی دم و سر، و زرد کم‌رنگ در بالای سینه و پایین سر تا زرد پررنگ‌تر در نزدیکی و دور گوش‌ها است. این رنگ‌آمیزی نه تنها به آن‌ها کمک می‌کند تا به استتار در برابر شکارچیان دریایی همچون نهنگ قاتل بپردازند، بلکه در فصل جفت‌گیری نیز به آن‌ها کمک می‌کند تا جنس مخالف خود را بهتر جذب کنند. این پرندگان توانایی پرواز ندارند و بال‌هایشان را برای شیرجه در آب و گرفتن سریع ماهی‌ها به کار می‌برند. پرهای این پنگوئن به آن اجازه زندگی در شرایط بسیار سرد قطبی را می‌دهد.
پنگوئن‌های امپراتور زندگی اجتماعی دارند و در گروه‌هایِی با اعضای پرتعداد زندگی می‌کنند که باعث بالا رفتن امنیت جوجه‌هایشان و کمک در گذراندن سرمای سخت زمستان با روش‌های ویژه گروهی می‌شود. آن‌ها برای تولید مثل و یافتن زوجشان در میان اعضای دسته اقدام به تولید صدا و دنبال کردن پاسخ برآمده از آن می‌کنند. در فصل جوجه‌آوری، همواره یکی از زوج‌ها در کنار تک‌جوجهٔ به دنیا آورده شده می‌ماند و زوج دیگر برای تغذیه به دریا می‌رود. آن‌ها اغلب از ماهی و سخت‌پوستانی مانند کریل و نرم‌تنانی چون ماهی مرکب تغذیه می‌کنند.
این جانوران توانایی‌های شگفت‌انگیزی در شیرجه زدن در آب، ماندن طولانی‌مدت در آن، و شنای با سرعت بالا دارند. یک پنگوئن امپراتور می‌تواند به عمق ۲۶۵ متری آب برود و با کاهش سوخت و ساز بدن و غیرفعال کردن عملکرد اندام‌های غیرضروری مدت ماندن خود در آب را بالا برد و فشار بسیار زیاد اعماق را تحمل کند. آن‌ها همچنین توانایی تحمل دوره‌های طولانی از گرسنگی را دارند که به این پرندگان کمک می‌کند هنگامی که منتظر جفت خود برای برگشت از تغذیه هستند، زنده بمانند.
آن‌ها در فصل زمستان قطب جنوب تخم‌گذاری می‌کنند و هر دو جفت نر و ماده در نگهداری از تخم و جوجه به هم یاری می‌رسانند. پنگوئن‌های امپراتور به‌صورت فصلی تک‌همسر هستند و بیشتر آن‌ها در سال‌های بعد به سراغ زوج‌های جدید می‌روند. عمر متوسط این پنگوئن‌ها ۲۰ سال است؛ هر چند مشاهدات نشان داده‌است که برخی از آن‌ها ممکن است تا ۵۰ سال هم عمر کنند. به تازگی بقای این جانوران در طبیعت در معرض تهدید گرمایش جهانی قرار گرفته و تخمین زده می‌شود که تا پایان سده ۲۱ میلادی تعدادشان به شدت کاهش پیدا کند.

## رده‌بندی و فرگشت
نخستین سنگواره پنگوئن به نام Palaeeudyptes antarcticus در سال ۱۸۵۹ توسط توماس هاکسلی توصیف و نام‌گذاری شد. این سنگواره یافت‌شده در زلاندنو قدمتی برابر با دوره الیگوسن (۳۰–۲۵ میلیون سال پیش) داشت. از آن هنگام تاکنون بیش از ۴۰ سنگواره از گونه‌های مختلف پنگوئن در جاهایی همچون قطب جنوب، استرالیا، آفریقای جنوبی، و آمریکای جنوبی به دست آمده‌است که نشان از آن دارند که همه پنگوئن‌های کنونی و از جمله پنگوئن امپراتور، از زیاگانی بسیار بزرگ که در حدود ۴۰–۱۰ میلیون سال پیش زندگی می‌کرد، پدید آمده‌اند؛ ولی بر خلاف تعداد زیاد این سنگواره‌ها، ریشه‌های دقیق فرگشتی این پرندگان مشخص نیست.
گمان می‌رود که تیرهٔ گُوگان ریشه در دوران کرتاسه در ۱۴۰ تا ۶۵ میلیون سال پیش داشته باشد. این تیره در مناطق اطراف جنوبگان فرگشت یافت. تیره‌ای دیگر از پرندگان گوه‌شکل بزرگ، بی‌پرواز، و شناکننده با بال در همان زمان در شمال اقیانوس آرام فرگشت یافته بودند که با پنگوئن‌ها هیچ ارتباطی نداشتند و در دوران میوسن منقرض شدند. گونه‌های بزرگ، متوسط، و کوچک دیگری نیز که ارتباط نزدیکی به پنگوئن‌های امروزین داشتند نیز در دوران میوسن به دلیل فرگشت پرسرعت خوک‌های دریایی و آب‌بازسانان کوچک و در پی آن کم شدن ماهی‌ها و کریل، منقرض شدند. نوک‌های دراز و باریک این پنگوئن‌ها، که همچون نوک پنگوئن‌های بی‌بال امروزین است، نشان از ماهی‌خوار بودنشان دارد.
سرده پنگوئن‌های بی‌بال شامل پنگوئن امپراتور و پنگوئن پادشاه است و سنگواره‌هایی از آن مربوط به دوران پلیوسن پسین، حدود ۳ میلیون سال پیش، در زلاندنو پیدا شده‌است. این سرده به‌همراه همه دیگر سرده‌های پنگوئن از نیایی مشترک جدا شدند که نیای آلباتروس‌ها نیز بوده‌است. بررسی‌های میتوکندری و هسته دی‌ان‌ای این احتمال را که جدا شدن خط‌های فرگشتی در زمانی نزدیک به ۴۰ میلیون سال پیش اتفاق افتاده باشند، مطرح می‌کنند. این سرده در طی فرگشت خود دچار کاهش اندازه و جثه شد به گونه‌ای که بیشتر سنگواره‌های یافت‌شده از پنگوئن‌های کهن یا بسیار بزرگ‌جثه‌تر از اعضای این سرده هستند یا اندازه‌ای برابر با آن دارند. برای نمونه دو گونه کهن Anthropornis grandis و Pachydyptes ponderosus با داشتن وزن‌هایی به ترتیب ۵۴ و ۸۱ کیلوگرم و قدی برابر با ۱۶۲–۱۴۳ سانتی‌متر، هر دو از پنگوئن امپراتور بزرگتر بوده‌اند.
نام سرده Aptenodytes در سال ۱۸۴۴ توسط جانورشناس انگلیسی جرج رابرت گری گذاشته شد. نام این جانور از یک ترکیب واژگان یونانی باستان به صورت ἀ-πτηνο-δύτης به معنای «شیرجه‌زن بی‌بال» گرفته شده‌است. نام گونه A. forsteri به افتخار طبیعت‌شناس آلمانی یوهان رینهولد فورستر که کاپیتان جیمز کوک را در سفر دومش به اقیانوسیه همراه می‌کرد، گذاشته شد. فورستر پنج گونه پنگوئن دیگر را نیز نام‌گذاری کرد.

## توصیف ظاهری

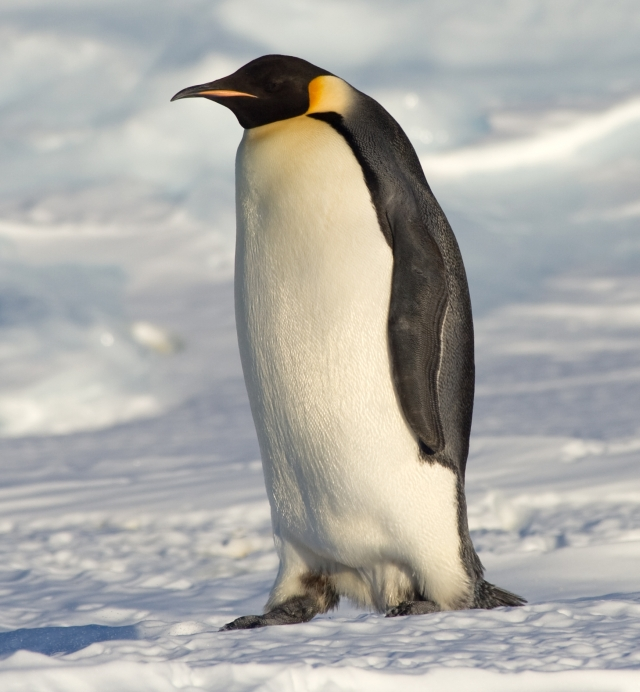
یک پنگوئن امپراتور بزرگسال

پنگوئن‌های امپراتور دودیسی جنسی ندارند و هر دو جفت یک‌شکل هستند. پنگوئن‌های جوان‌تر را می‌توان از روی رنگ پرها شناسایی کرد.
پنگوئن امپراتور بالغ میان ۱۳۰–۱۱۰ سانتی‌متر قد دارد. محدودهٔ وزنی آن‌ها از ۲۲٫۷ تا ۴۵٫۴ کیلوگرم است و وزن نرها همیشه از ماده‌ها بیشتر است. وزن این پنگوئن‌ها به فصل‌ها وابسته‌است؛ به‌طوری‌که پس از تخم‌گذاری ماده‌ها، هر دو جنس با کاهش وزن رو به رو می‌شوند. پنگوئن امپراتور نر باید ۲ ماه در سرمای طاقت فرسای قطب جنوب از تخم محافظت کند و در این مدت هیچ چیزی نمی‌خورد و حدود ۱۲ کیلوگرم وزن کم می‌کنند. وزن متوسط نرها در آغاز فصل پرورش ۳۸٫۲ کیلوگرم و ماده‌ها ۲۹٫۵ کیلوگرم است. پس از فصل تولیدمثل، وزن هر دو جنس به ۲۳ کیلوگرم می‌رسد. بیشترین وزن نرها و ماده هنگام رسیدنشان به دسته‌است که در آن هنگام محدوده وزنی به ترتیب برابر با ۴۰–۳۵ و ۳۲–۲۸ کیلوگرم دارند.
این پرنده، که بزرگ‌ترین پرنده شیرجه‌زن در جهان به‌شمار می‌رود، اندازه‌ای تقریباً برابر با جثه کوچک‌ترین پستاندار شیرجه‌زن لجه‌ای یعنی فک خزدار گالاپاگوس دارد. این پرنده از لحاظ وزنی نزدیک به ۳۸۴ برابر کوچک‌ترین پرنده دریایی شیرجه‌زننده در آب، وزن دارد. از نظر بزرگی جثه، این جانوران پنجمین گونه پرندگان سنگین‌وزن پس از گونه‌های بزرگ‌جثه سینه‌پهنان هستند و از بزرگ‌ترین پرندگان در کل زمین به‌شمار می‌روند.
پنگوئن‌های امپراتور مانند همهٔ پنگوئن‌ها، بدنی کارآمد برای شنا کردن و باله‌هایی سفت و صاف دارند. سر، گونه، و گلو سیاه رنگ هستند و در تضاد آشکار با بخش بالایی سینه که به رنگ زرد–سفید است. بال‌ها و شکم به رنگ سفید پررنگ هستند و در قسمت بالای سینه و گوش به تدریج به زرد روشن تبدیل می‌شوند. بخش بالایی بدن از پشت گردن تا پا به رنگ خاکستری–آبی دیده می‌شود که در هنگام تولد قهوه‌ای است. رنگ سفید شکم پنگوئن‌ها باعث می‌شود که مهاجمان احتمالی (همچون نهنگ قاتل و پلنگ دریایی) نتوانند به خوبی میان انعکاس نور بر سطح آب و بدن جانور در آب تفاوتی بیابند. رنگ سیاه پشت‌ها نیز پنگوئن را از چشم‌انداز بالا استتار می‌کند.
فک بالایی این پرندگان ۸ سانتی‌متر است و به رنگ سیاه و فک پایینی می‌تواند به رنگ‌های صورتی یا نارنجی باشد. در نوجوانان، گوش، چانه و گلو سفید مایل به خاکستری هستند. جوجه‌پنگوئن‌ها نیز به رنگ خاکستری–نقره‌ای هستند با پرهای سفید آشکار به دور چشم‌ها، گونه‌ها، و گلو. سر آن‌ها نیز به رنگ سیاه‌است. در سال ۲۰۰۱، یک بچه پنگوئن که تمام بدنش سفید بود یافت شد ولی مشخص شد که آلبینو نیست چرا که چشمان صورتی نداشت.
بال‌های پنگوئن امپراتور از ماه نوامبر تا فوریه، پیش از پرریزی سالانه میان ماه‌های ژانویه و فوریه، از رنگ خاکستری تیره به قهوه‌ای می‌رسد. پرریزی در این پنگوئن‌ها میان ۴۰–۳۰ روز طول می‌کشد و نسبت به پرندگان دیگر سریع‌تر است. نخستین گروه از پنگوئن‌های بالغ که اقدام به پرریزی می‌کنند در ۱ و ۱۱ دسامبر دیده شده‌اند. بالغ‌ها و نابالغ‌ها هر دو در فاصله‌ای به دور از دسته تولیدمثل‌کننده و بر روی یخ‌های شکسته‌نشده آب یا جزیره‌های سنگی کرانه‌های اقیانوس اقدام به پرریزی می‌کنند. پرهای نو از زیر پرهای کهنه رشد می‌کنند و پرهای قدیمی می‌ریزند. پرها نقش مهمی در جلوگیری از بیرون رفتن گرمای بدن هستند و همچون عایقی قوی، ۹۰ درصد محافظت گرمایی جانور را بر عهده دارند.

## بوم‌شناسی و رفتار

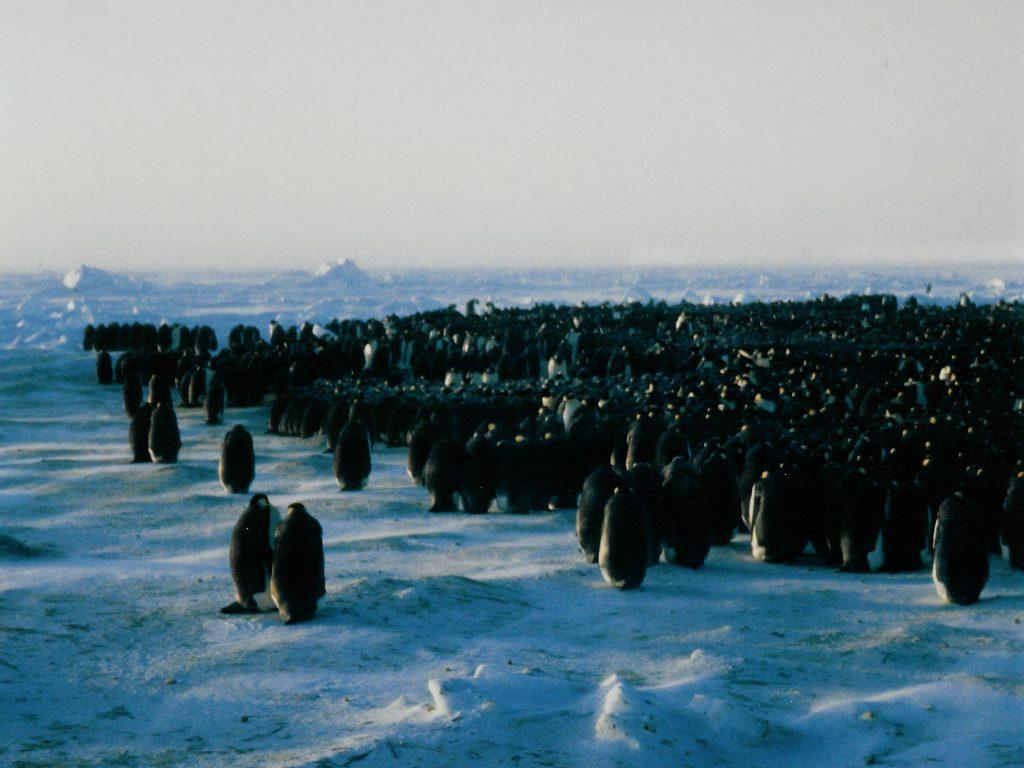
یک دسته پنگوئن امپراتور

پنگوئن‌های امپراتور جانورانی اجتماعی هستند که برای یافتن غذا و شکار به‌صورت هماهنگ کار می‌کنند. آن‌ها در گروه‌هایی ۳۰–۲۰ نفره به دنبال غذا به زیر لایه‌های یخی می‌روند و با هم برای نفس کشیدن از یک دهانه یخی که به هوای آزاد راه داشته باشد بیرون می‌آیند. به دلیل آنکه آن‌ها جانورانی قلمروخواه نیستند و در گروه‌هایی با ازدحام فراوان زندگی می‌کنند، کمتر رفتار تهاجمی از خود نشان می‌دهند و به نسبت دیگر گونه‌های پنگوئن میزان پرخاش و تهاجم نسبت به جانداران دیگر از جمله انسان در آن‌ها کمتر است. با این حال در هنگام یافتن زوج و نیز نگهداری از جوجه‌ها، پنگوئن‌های امپراتور می‌توانند رفتارهای خشونت‌آمیز از خود نشان دهند. این رفتارها شامل تکان‌دادن نوک، بالا و پایین کردن سر به شکل عمودی می‌شوند، و شکل تهاجمی و حمله به خود گرفتن می‌شوند.
پنگوئن‌های امپراتور ممکن است در روز یا در شب فعال باشند. این پنگوئن‌ها برای یافتن غذا، از ژانویه تا مارس به اقیانوس می‌روند. پنگوئن‌های والد برای تهیه غذا برای فرزندان خود تا ۵۰۰ کیلومتر از خانه دور می‌شوند و گاه در کل هر یک مسافتی برابر با ۱٬۴۵۴–۸۲ کیلومتر را در هر سفر می‌پیمایند.

### سازگاری با سرما
نسبت به دیگر پرندگان، پنگوئن‌های امپراتور در سردترین جاهای زمین زندگی می‌کنند. دمای هوا در مناطق قطبی می‌تواند به ۳۰– تا ۴۰– درجه سانتیگراد برسد و سرعت باد به ۱۴۴ کیلومتر در ساعت. میانگین دمای آب در نزدیکی دسته‌های جوجه‌زا در جزایر گالاپاگوس از ۲۳ درجه تا ۱٫۸– درجه متغیر است. دمای میانگین بدن پنگوئن‌ها که ۳۹ درجه‌است، اختلاف زیادی با محیط اطراف دارد و از این رو چنین می‌نمایاند که فرگشت پنگوئن‌ها باید روشی ویژه برای مقابله با چنین سرمایی تدارک دیده باشد؛ اما مشاهدات نشان می‌دهند که تفاوت چندانی میان روش‌های عایق‌سازی در پنگوئن‌ها و دیگر پرندگان دیده نمی‌شود. با این حال، همان روش‌های عایق‌سازی متداول میان پرندگان به گونه‌ای ویژه در میان پنگوئن‌ها، و از جمله پنگوئن‌های امپراتور، شکل گرفته‌اند.
پرهای پنگوئن‌های امپراتور بسیار سفت، شق، کوتاه، و نوک‌تیز هستند. هر تار مو خود دارای ساختاری خدنگ‌مانند با رشته‌های رو به سوی پایین (رو به پوست) دارد که لایه‌ای اضافی در زیر پرهای اصلی تولید می‌کند. پرها کل سطح بدن را می‌پوشانند و ماهیچه‌های کوچک و قدرتمندی در زیر آن‌ها به حرکتشان کمک می‌کنند. این پرها می‌توانند لایه‌ای ضخیم از هوا در زیر خود و بالای پوست جانور درست کنند. این پرندگان با داشتن ۱۵ پر در هر سانتی‌متر مربع دارای بالاترین تراکم پر در میان همه پرندگان هستند. گرمای بدن این جانوران همچنین توسط لایه‌ای زیرپوستی از چربی به ضخامت ۳–۲ سانتی‌متر، که در پنگوئن‌های امپراتور پیش از جوجه‌آوریشان تشکیل می‌شود، حفظ می‌گردد.
پنگوئن امپراتور دارای توانایی تنظیم دمایی (حفظ دمای درونی بدن)، بدون تغییر سوخت و ساز بدن خود است. در محدوده میان ۱۰– تا ۲۰ درجه سانتیگراد بدن این جانوران واکنش خاصی نشان نمی‌دهد. در دماهای زیر این محدوده، سرعت سوخت و ساز بدن را به میزان قابل توجهی افزایش می‌دهد؛ اگرچه این افزایش سوخت و ساز باعث افزایش بسیار دمای درونی بدن نمی‌شود و جانور می‌تواند دمیان درونی را همچنان در محدوده ۳۸ درجه سانتیگراد تا کمتر از ۴۷- درجه سانتیگراد ثابت نگاه دارد. در دماهای بسیار پایین، بدن این پرنده می‌تواند راهبردی را مبتنی بر افزایش سوزاندن چربی توسط آنزیم‌هایی که ساختشان توسط هورمون گلوکاگون تحریک شده‌است، پیش گیرد. در دماهای به نسبت بالا (بالاتر از ۲۰ درجه سانتیگراد) و نیز هنگامی که جانور در معرض تابش مستقیم آفتاب برای مدت طولانی باشد، بدن پنگوئن برای از دست دادن گرمای بیشتر شروع به افزایش فعالیت متابولیک و بالارفتن دما می‌کند. این وضعیت برای پنگوئن امپراتور آزاردهنده‌است و در این هنگام نشانه‌های آغاز به اضطراب و آشفتگی در جانور دیده می‌شود. پنگوئن امپراتور برای مقابله با این حالت، با باز کردن بال‌هایش و تکان دادن آن به منظور خنک کردن سطح بال و در نتیجه خنک شدن بدن می‌کند.
پنگوئن‌های امپراتور برای محافظت از خود در برابر سرما راهبردی گروهی نیز دارند: آن‌ها به شکل یک دایره بزرگ در کنار هم جمع می‌شوند و هر یک به پنگوئن کناری خود می‌چسبد. این دایره‌ها می‌توانند از ۱۰ تا صدها پنگوئن را شامل شوند. آن‌هایی که در بیرون دایره هستند پس از مدتی به آرامی به لایه‌های درونی دایره می‌آیند و این باعث ایجاد جنبشی با سرعت کم اما دائمی میان پرندگانی می‌شود که می‌خواهند برای در امان ماندن از سوز بادهای سرد به درون دایره بروند. در کل همه پنگوئن‌ها تجربه بیرون بودن و درون دایره بودن را خواهند داشت و این به سود همه اعضای دسته‌است. این رفتار الهام بخش الگوریتم پنگوئن امپراتور بود که به تازگی معرفی شده و از رفتار جمع‌آوری اجتماعی پنگوئن‌های امپراتور برای زنده ماندن موفقیت‌آمیز در عمق زمستان قطب جنوب الهام گرفته شده‌است. مراحل اصلی این الگوریتم از رفتار ازدحام الهام گرفته شده‌است که مرز ازدحام، دما، فاصله و حرکت مؤثر در اطراف ازدحام را محاسبه می‌کند. اخیراً از این الگوریتم در مسئل مختلف همچون بهره‌برداری بهینه از مخزن سد استفاده شده‌است.

### تولید صدا
پنگوئن‌های امپراتور سه نوع صدای گوناگون برای منظورهای مختلف تولید می‌کنند: «ارتباط»، «مشاجره و برخورد»، و «نمایش و نمایش جنسی». صداهای ارتباطی برای این به کار می‌روند که پنگوئن‌های دور از هم یکدیگر را پیدا کنند. این صداها اغلب بسیار ساده، کوتاه، و تک‌هجایی هستند و در تولیدشان تفاوتی میان نمونه‌های مختلف دیده نمی‌شود. این صداها در فاصله‌های دور شنیده می‌شوند و بیشترین سهم صداهای تولید شده توسط پنگوئن‌ها را هنگامی که در آب دریا هستند، تشکیل می‌دهند. صداهای تهاجمی و برخوردی به منظور دور نگه داشتن پرندگان مهاجم یا پنگوئن‌های دیگر از جفت تولید می‌شوند و همراه با نمایشی خصمانه از سوی پنگوئن تولیدکننده صدا هستند. صداهای نمایشی نیز برای برقراری ارتباط میان دو پنگوئن نزدیک به هم و نیز والد–فرزند به کار می‌روند. این صداها همچون امضایی برای یک پرنده هستند و از پنگوئنی به پنگوئن دیگر تغییر آشکار می‌کنند. آواهای جنسی نیز به موفقیت بیشتر نمایش‌های جنسی نر در برابر ماده کمک فراوانی می‌کنند.
تغییر در طول صدا و شکل هجایی آن مهم‌ترین عامل در شناسایی تک به تک پنگوئن‌های امپراتور از یکدیگر است. از آنجا که پنگوئن‌های امپراتور مکان ثابتی به عنوان آشیانه اختیار نمی‌کنند، نمی‌توانند از حواس بینایی برای یافتن جوجه‌ها و جفتشان بهره بگیرند. از این رو آن‌ها نیاز به تولید صداهای یکتا و مشخص به منظور یافتن نزدیکانشان از فاصله‌های دور دارند. فرق آن‌ها در این زمینه با پنگوئن‌های پادشاه این است که دومی دارای قلمرویی نسبی به دور خود در دسته پنگوئن‌ها است و این به یافتن جوجه‌هایشان کمک می‌کند، ولی پنگوئن امپراتور ناچار است آن‌ها را در میان هزاران پنگوئن دیگر در دسته‌ای به‌هم‌چسبیده شناسایی کند.
این پرندگان از دو باند فرکانس به صورت هم‌زمان بهره می‌گیرند و جوجه‌ها برای درخواست غذا از والدینشان و نیز ارتباط برقرار کردن با آن‌ها سوت‌هایی با مدولاسیون فرکانسی تولید می‌کنند. بهره‌گیری از دو باند فرکانسی برای تولید صدا در یک زمان از ویژگی‌های منحصر به فرد پنگوئن امپراتور نسبت به دیگر پنگوئن هاست.

### شیرجه و شنا در آب

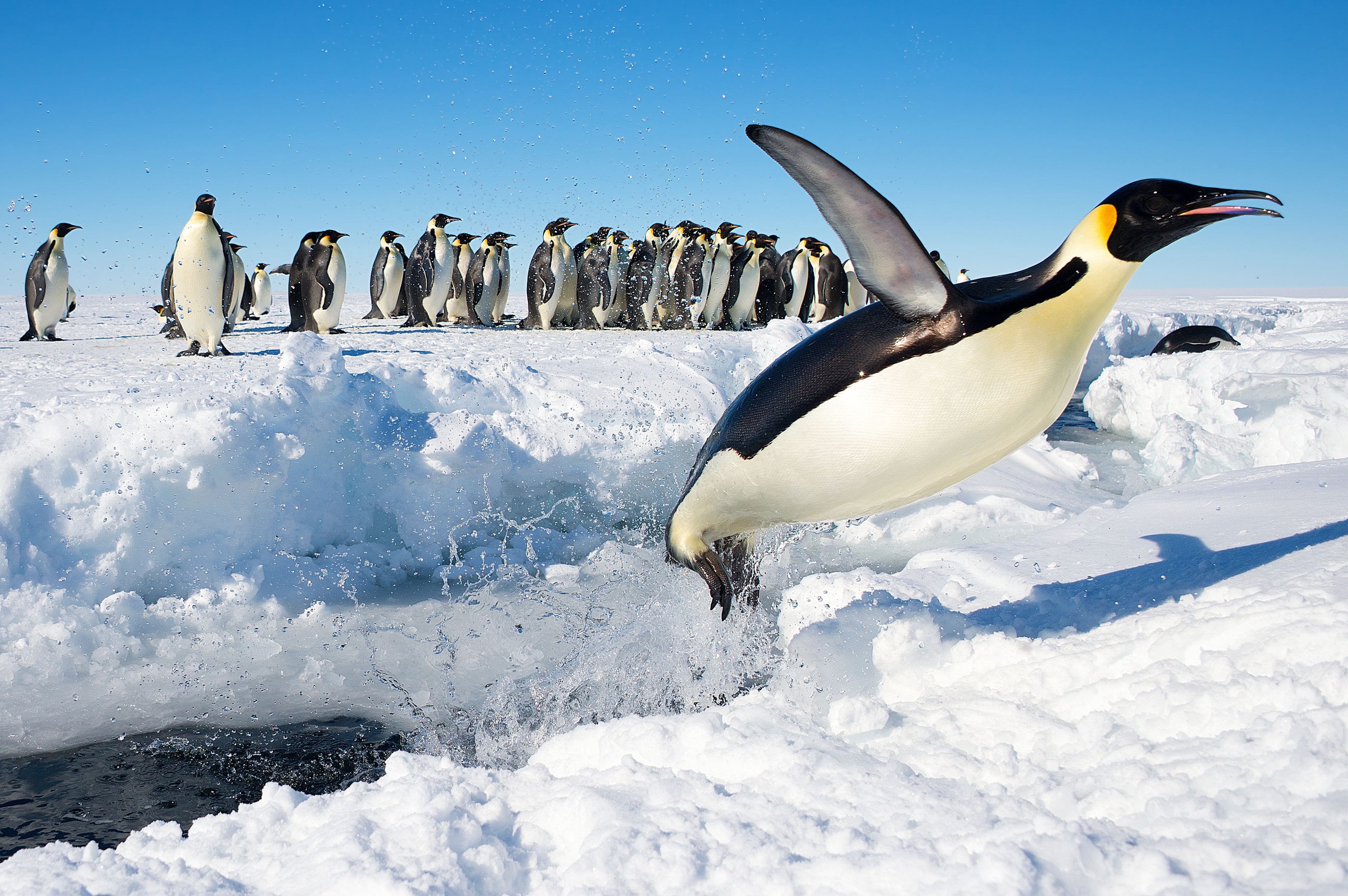
یک پنگوئن امپراتور در حال بیرون پریدن از آب‌های جنوبگان

پنگوئن‌های امپراتور، همچون دیگر پنگوئن‌ها، شناگران بسیار ماهری هستند. با آنکه آن‌ها توانایی پرواز ندارند، آب برایشان همچون واسطه‌ای عمل می‌کند که در آن با به حرکت درآوردن بال‌هایشان «پرواز» می‌کنند. بال‌های کوتاه، باریک، و صاف این پرندگان به همراه پرهای عایق در برابر آب و سفت و محکم بودن استخوان‌هایشان (بر خلاف پرندگان پروازی) به آن‌ها امکان شنای سریع در آب را می‌دهد.
این پرندگان می‌توانند تا بیشینه ۲۶۵ متر درون عمق آب پایین بروند. تخمین زده می‌شود که ۴۰ درصد همه شیرجه‌زدن‌ها به زیر ۱۰۰ متر ژرفا است. این شیرجه‌ها اغلب برای به دست آوردن خوراک هستند. بیشتر شیرجه‌های زیر ۵۰ متر به منظور غذا خوردن نیستند و می‌توانند به دلایل گوناگونی از جمله جابجایی صرف از نقطه‌ای به نقطه دیگر باشند. مدت زمان بودن در آب میان ۲ تا ۸ دقیقه‌است و بستگی به ژرفای شیرجه دارد. پنگوئن‌های امپراتور با سرعت اعجاب‌آوری به نسبت دیگر جانداران در آب شنا می‌کنند. آن‌ها می‌توانند با سرعتی میان ۳–۱ متر بر ثانیه شنا کنند؛ این در حالی است که بیشتر فک‌های خزدار ماده در آب دارای سرعتی کمتر از ۲ متر بر ثانیه هستند. این شناگر ماهر در هنگام شنا توانایی اعمال فشار رانشی، هم رو به بالا و هم رو به پایین را دارد. نیروی تکانه‌ای رو به بالا بر ضد حالت رانش شناوری عمل می‌کند و به جانور امکان حفظ کردن عمق را می‌دهد.
از آنجا که پنگوئن‌ها آب‌شش ندارند، در هنگام پایین رفتن در عمق آب بدنشان به صورت کامل وابسته به اکسیژنی است که پیشتر در درونش نگه داشته شده. به دلیل محدود بودن هوای ذخیره شده، این پرندگان می‌توانند در معرض کمبود اکسیژن و نرسیدن آن به اندام‌های حیاتی چون مغز و قلب قرار گیرند. کم شدن اکسیژن خود باعث افزایش دی‌اکسید کربن در بدن و به تبع در خون می‌شود. اسیدی شدن خون تبعات بدی برای بدن و ماهیچه‌ها دارد. پنگوئن‌های امپراتور اما توانایی مقابله با چنین شرایطی را دارند و خون آن‌ها توانایی بسیار بالایی در متعادل نگه داشتن پی‌اچ خود نسبت به دیگر پرندگان غیرشیرجه‌زن را داراست. فشار محیط در زیر آب نیز مسئله دیگری است که این پرندگان با آن روبرو هستند. در ژرفای ۴۰۰ متری زیر آب، هوای موجود در کیسه‌هایی هوایی پنگوئن‌های امپراتور به یک چهلم حجم پیشین خود می‌رسد و این می‌تواند به مشکلات جدی برای دیگر جانوران، همچون فشارزدگی گوش میانی، منجر شود. توانایی این پرندگان در مقابله با این فشار عظیم برای مدت‌ها از نادانسته‌های دانشمندان بود.
بررسی‌ها نشان داده‌اند که پنگوئن‌های امپراتور در هنگام شیرجه میزان مصرف اکسیژن خود را به شدت پایین می‌آورند. در این هنگام تپش قلب ۲۰–۱۵ ضربان در دقیقه می‌شود و اندام‌هایی از بدن که در آن هنگام نیازی بهشان نیست به حالت نافعال در می‌آیند. چنین چیزی انرژی و اکسیژن کافی برای شیرجه‌های طولانی‌تر را فراهم می‌کند. هموگلوبین و میوگلوبین بدن این جانور می‌توانند اکسیژن را در غلظت‌های کم خون انتقال دهند و در شرایطی که به صورت عادی ممکن است جانور هوشیاری خود را از دست بدهد، به آن امکان فعالیت در شرایط کمبود اکسیژن را می‌دهند.
این پرندگان در هنگام ورود به خشکی از درون آب سرعت بسیار بالایی دارند. این سرعت بالا به آن‌ها این امکان را می‌دهد که از چنگ پلنگ‌های دریایی که در آب به کمین نشسته‌اند بگریزند. چگونگی ایجاد این سرعت بالا دارای سازوکاری بسیار یکتا است. در این سازوکار، پنگوئن‌ها با ذخیره کردن هوا در میان پرهای خود، در هنگام بالا آمدن از آب با آزاد کردن این هوا نوعی روان‌سازی ایجاد می‌کنند. این هوا که به شکل حباب‌های بسیار ریز آزاد می‌شود دور بدن پرنده را می‌گیرند و با کم کردن اصطکاک جانور با آب، باعث سرعت بالای او می‌شوند.

## تغذیه
رژیم غذایی پنگوئن امپراتور عمدتاً شامل ماهی، سخت پوستان و ماهی مرکب می‌شود؛ اگرچه این رژیم غذایی بین جمعیت‌های مختلف متفاوت است، معمولاً ماهیان و کپور جنوبگان مهم‌ترین منبع غذایی این پرندگان هستند. علاوه بر این، این پنگوئن‌ها غذاهای دیگری مانند انواع ماهی مرکب، از جمله سرپاوران قلاب‌دار، و کریل قطب جنوب را نیز می‌خورند.
پژوهش‌های تازه با بهره‌گیری از ابزارهایی چون دوربین فیلم‌برداری نصب شده بر پشت این جانوران نشان داده‌اند که یکی از روش‌های شکار پنگوئن‌های امپراتور رفتن به عمق پایین آب (کمتر از ۵۰ متر)، به سوی بالا و زیر سطح یخی شنا کردن برای گیر انداختن ماهی‌ها، رفتن دوباره به پایین و تکرار همین روش، و در پایان بیرون آمدن از حفره یخی و نفس‌گیری است. این روش بازده بسیار بالایی دارد و پنگوئن‌ها در ۸۰ درصد تلاش‌هایشان موفق به گرفتن طعمه می‌شوند.
پنگوئن‌های امپراتور جوان و بالغ در طول سال باید چندین دوره زمانی به نسبت طولانی هیچ نخورند و به اصطلاح «روزه» بگیرند. برای نمونه نرها و ماده‌ها در هنگام نگهداری از جوجه خود در روزه به سر می‌برند و جوجه نیز پس از مدتی از بزرگ‌شدن و هنگامی که دیگر توسط مادر و پدر تغذیه نمی‌شود، تا هنگامی که خود به درون آب برود در روزه به سر می‌برد. در این هنگام بدن پنگوئن‌ها با تنظیم سوخت و ساز چربی و پروتئین، به گونه‌ای عمل می‌کند که هیچ‌گاه این روزه گرفتن طولانی باعث مرگ جانور نمی‌شود. آن‌ها از گلوکز بسیار کم استفاده می‌کنند و ۹۶ درصد و ۴ درصد سوخت مصرفی به ترتیب از چربی و پروتئین تأمین می‌شود. چنین چیزی اهمیت تبدیل مواد غذایی به چربی در بدن این پرنده را برای داشتن توانایی گذراندن گرسنگی‌های طولانی نشان می‌دهد.

## دوره زندگی و زایش
پنگوئن‌های امپراتور در میان ماه‌های ژانویه تا مارس از دسته خود دور می‌شوند و بیشتر به صورت تکی و پراکنده به شنا در دریا و تغذیه می‌پردازند. چرخهٔ سالانه در آغاز زمستان در قطب جنوب در ماه‌های مارس–آوریل آغاز می‌شود و این هنگامی است که آن‌ها با بازگشت به دسته‌هایشان، در مه–آغاز ژوئن اقدام به گذاردن تنها یک تخم بزرگ می‌کنند. به نظر می‌رسد که پنگوئن‌های امپراتور هنگام بازگشت به دسته و آغاز فصل زایش را از کوتاه و بلند شدن شب و روز در اثر حرکت وضعی زمین در می‌یابند. آزمایش‌های انجام شده بر روی پنگوئن‌های در تبعید نشان می‌دهند که با تنظیم نور محل نگهداری پرندگان به صورتی که روشنایی قطب جنوب را در زمان آغاز زمستان تقلید کند، پنگوئن‌ها اقدام به گذاردن تخم می‌کنند.
نخستین تخم‌ها در آغاز ماه مه گذاشته می‌شوند. خارج شدن تخم از بدن مادر به دلیل بزرگ بودن آن، ممکن است دو یا سه روز طول بکشد. تخم‌گذاری در میان دسته بسیار هم‌زمان صورت می‌گیرد و بیشتر زوج‌ها در یک دوره زمانی نزدیک به هم تخم می‌گذارند. پس از تخم‌گذاری، پنگوئن‌های نر برای مدت زمانی نزدیک به ۶۴ روز از تخم نگهداری می‌کنند و ماده‌ها برای تغذیه به دریا می‌روند. در کل این مدت، نرها برای ۱۱۵ روز غذا نمی‌خورند و از ذخیره بدنی‌شان برای ادامه بقا بهره می‌گیرند. آن‌ها با گذاشتن تخم یا جوجه در زیر بدن و روی پاهایشان از نقطه‌ای به نقطه دیگر در دسته حرکت می‌کنند. پنگوئن‌های امپراتور هیچ لانه و آشیانه‌ای درست نمی‌کنند. در زمستان، وزن نرها ممکن است از ۳۸ کیلوگرم به ۲۰ کیلوگرم برسد و با ۱۸ کیلوگرم کاهش وزن رو به رو شوند.

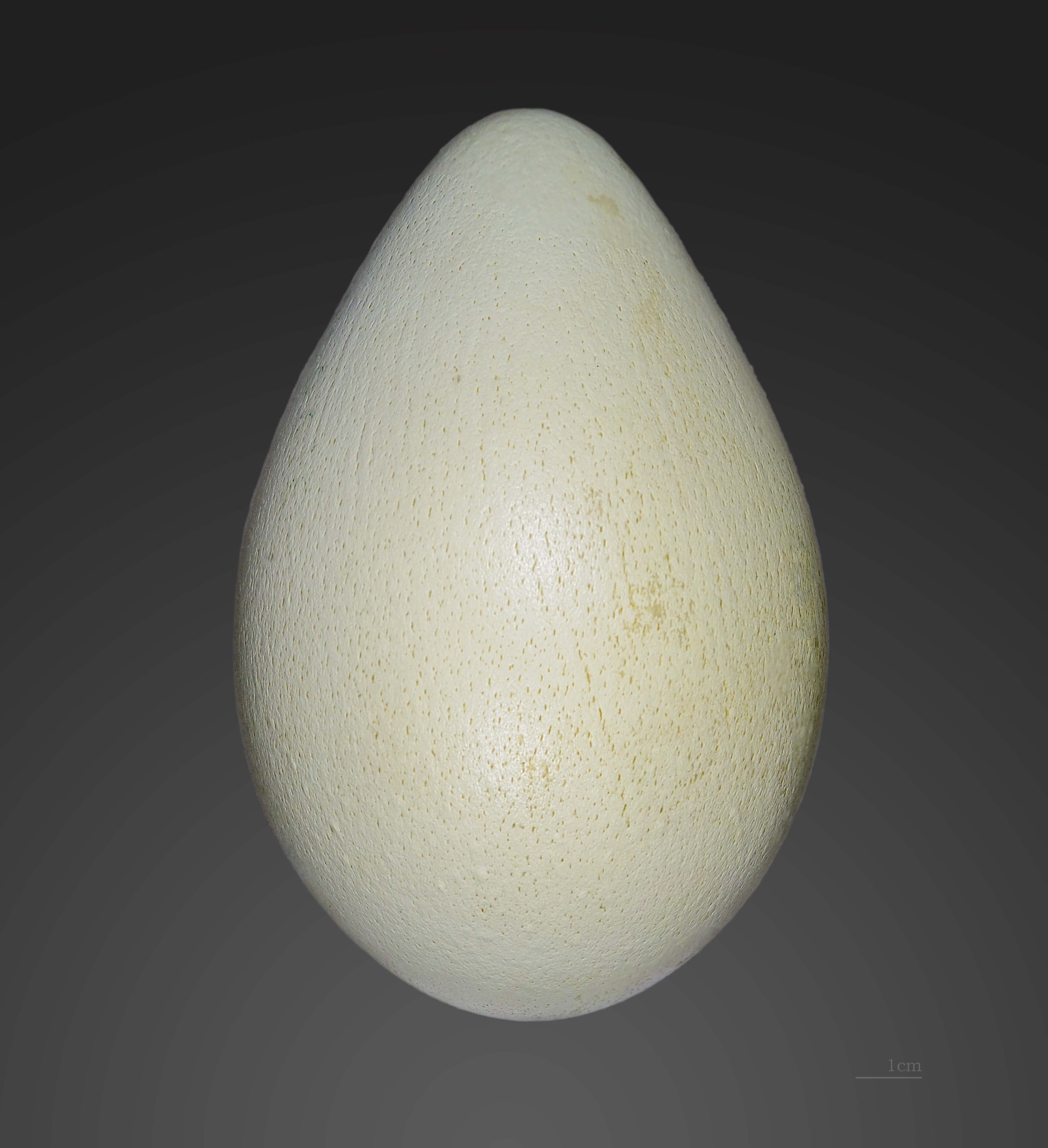
تخم پنگوئن امپراتور ۸×۱۲ سانتی‌متر و گلابی شکل است.

وزن تخمی که پنگوئن ماده می‌گذارد ۴۷۰–۴۶۰ گرم است. این تخم گلابی شکل است، رنگش سفید مایل به سبز و ابعادش ۸×۱۲ سانتی‌متر است. این تخم تنها ۲٫۳٪ وزن مادر را داراست و یکی از کوچک‌ترین تخم‌ها نسبت به وزن مادران در هر گونهٔ پرنده‌است. همانند دیگر پنگوئن‌ها، پوسته ۱۵٫۷٪ از وزن این تخم را تشکیل می‌دهد، این پوسته نسبتاً کلفت است و خطر شکستگی را به حداقل می‌رساند.
نخستین جوجه‌ها در نزدیکی ۵ ژوئیه به دنیا می‌آیند. در کل ۷۷ درصد تخم‌ها تبدیل به جوجه می‌شوند و بقیه به دلیل نابارور بودن تخم، گم شدن آن یا شکستنش در اثر رفتارهای تهاجمی به ثمر نمی‌رسند. در نزدیکی همین زمان (میانه ژوئیه تا آغاز اوت) نیز ماده‌ها از تغذیه بر می‌گردند. اما در ۱۰ روزی که ماده‌ها هنوز برنگشته‌اند نر به جوجه غذا می‌دهد. مایع ترشحی از مری نرها دارای ۵۹٪ پروتئین و ۲۸٪ چربی است که می‌تواند وزن جوجه را در مدت بازگشت مادر به دو برابر هنگام تولد برساند. پس از این هنگام با بازگشت مادر، نر به دریا می‌رود و پرنده ماده جوجه را برای ۲۴ روز تا بازگشت نر از دریا غذا می‌دهد. جوجه‌ها در سن ۵۰–۴۵ روز برای خود گروه‌های کوچکی تشکیل می‌دهند و شروع به گردش در میان دسته می‌کنند. پنگوئن‌های امپراتور به همراه پنگوئن‌های پادشاه بیشترین میزان نرخ زنده ماندن جوجه‌ها را در میان دیگر پنگوئن‌ها دارند. این میزان در آن‌ها ۹۵–۹۰ درصد است. در اوایل ماه نوامبر، جوجه‌ها شروع به پرریزی می‌کنند. در این دو ماه، بزرگسالان تغذیه آن‌ها را متوقف می‌کنند. همهٔ پرندگان برای تغذیه در تابستان، در دسامبر یا ژانویه به دریا می‌روند.
آن‌ها همانند همه پنگوئن‌ها به صورت فصلی تک‌همسر هستند؛ اما بر خلاف دیگر پنگوئن‌ها، پنگوئن‌های امپراتور و پادشاه در فصل‌های بعدی به همسر پیشین خود رجوع نمی‌کنند و تنها ۱۵ درصد آن‌ها برای سال‌های بعد به سراغ زوج پیشین خود می‌روند. اطلاعات چندانی دربارهٔ چگونگی انتخاب جفت توسط پنگوئن‌های امپراتور نر و ماده در دست نیست، اما پژوهشگران به تازگی بزرگی زردی کنار گوش در نرها را به عنوان یکی از معیارهای انتخاب نر توسط ماده‌ها معرفی کرده‌اند. در پژوهشی در سال ۲۰۱۱، پژوهشگران به این نتیجه رسیدند که بزرگتر بودن بخش زرد رنگ گوش در نرها باعث ایجاد جذابیت بیشتر در آن‌ها و اطمینان ماده‌ها از توانایی‌شان برای نگهداری از جوجه می‌شود. سیاه کردن عمدی آن بخش توسط دانشمندان باعث شد که نرها شانس کمتری برای پیدا کردن زوج به دست بیاورند.
به‌طور متوسط امکان بقای این جانوران ۹۵٫۱٪ و طول عمر آن‌ها ۱۹٫۹ سال است. پژوهشگران تخمین زده‌اند که ۱٪ از پنگوئن‌های تازه از تخم درآمده، می‌توانند به سن ۵۰ سالگی هم برسند. کمترین میزان موفقیت در زنده ماندن بچه‌ها در سال یکم ۱۹٪ است و به صورت تقریبی می‌توان گفت که ۸۰٪ از جمعیت پنگوئن‌های امپراتور را بزرگسالان بالاتر از ۵ سال تشکیل می‌دهند.
پس از اینکه جوجه پنگوئن امپراتور سر از تخم درمی‌آورد، مادر جوجه را تحویل پدر داده و خود تا فاصله ۳۰ مایلی در اقیانوس به جستجوی انواع ماهی و میگو می‌پردازد. پنگوئن ماده صید خود را قورت می‌دهد و در شکم انبار می‌کند. وقتی پنگوئن ماده دوباره به آغوش خانواده بازمی‌گردد، ماهی‌ها و میگوهای بلعیده را بالا می‌آورد و جوجه از آن‌ها تغذیه می‌کند.

## گستره و پراکندگی
پنگوئن امپراتور به همراه چهار گونه دیگر پنگوئن در قطب جنوب زندگی می‌کنند. آن‌ها همانند دو پنگوئن آدلی و ریش‌خطی در جنوب جبهه قطبی تخم‌گذاری می‌کنند. این پرندگان فرزندانشان را در جزیره‌های اطراف قطب جنوب و شبه‌جزیره جنوبگانی در میان زاویه‌های ۶۶ و ۷۸ درجهٔ جنوبی به دنیا می‌آورند. بعضی از آن‌ها به صورت تکی به شمال تا ۶۵ درجه جنوبی در کرانه‌های آمریکای جنوبی در آرژانتین، جرجیای جنوبی، جزیره هرد، و نیز استرالیا و زلاندنو مسافرت می‌کنند. در دریای راس این پرندگان تنها تا جنوب خط ۷۰ درجه جنوبی دیده شده‌اند.
دسته‌های جوجه‌زا معمولاً بر روی یخ‌های پایدار و نزدیک به ساحل یا تا ۱۸ کیلومتر دور از آن یافت می‌شوند. آن‌ها جوجه‌هایشان را بر آن مناطق یخی‌ای به دنیا می‌آورند که یخ‌هایشان به دلیل متراکم بودن، در طول فصل زایش جدا و تکه‌تکه نشوند. این توده‌ها و صخره‌های یخی، پنگوئن‌ها را از خطر بادهای شدید حفظ می‌کنند.
مکان جوجه‌زایی اصلی این جانوران دماغه واشینگتن با ۲۵٬۰۰۰–۲۰٬۰۰۰ زوج است. علاوه بر این، حدود ۲۲٬۰۰۰ زوج در جزیرهٔ ویکتوریا و کولمان، ۳۱٬۴۰۰۰–۱۴٬۳۰۰ زوج در سرزمین کوتس و ۱۶٬۰۰۰ زوج در خلیج آتکا و سرزمین شهبانو مود شمارش شده‌اند. تخمین‌ها از تعداد این پرندگان برای جفت‌های جوجه‌زا و کل جمعیت به ترتیب برابر با ۱۹۵٬۴۰۰ جفت و ۴۵۰٬۰۰۰–۴۰۰٬۰۰۰ پنگوئن است. حدود ۸۰٬۰۰۰ زوج، یا نزدیک به نیمی از کل جمعیت، در دریای راس زندگی می‌کنند. با آنکه تغییرات فصلی و کم و زیاد شدن میزان یخ و قطر و ضخامت آن در تعداد پنگوئن‌های ساکن در هر منطقه تأثیر دارند، فعالیت‌های انسانی بیشترین تأثیر را بر جمعیت‌های محلی این پرنده داشته‌اند. گمان زده می‌شود که فعالیت‌های بشر باعث کم شدن ۵۰ درصدی جمعیت‌های جوجه‌زا در دریای راس شده باشند.

## وضعیت بقا و دشمنان طبیعی

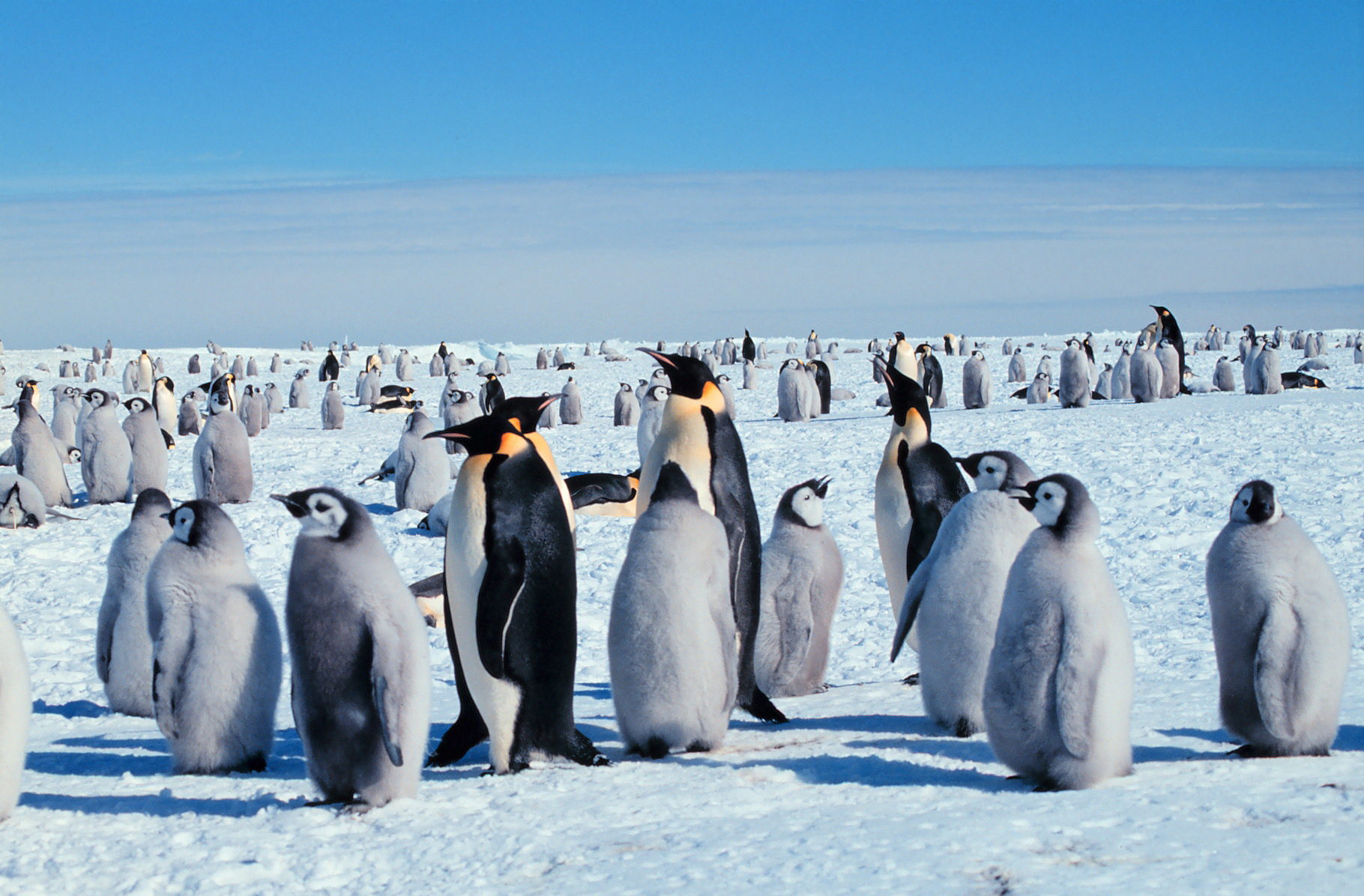
بزرگسالان و فرزندان پنگوئن‌های امپراتور

اتحادیه بین‌المللی حفاظت از طبیعت در سال ۲۰۱۲ وضعیت بقای پنگوئن امپراتور را از حالت کمترین نگرانی به حالت در نزدیکی تهدید تغییر داد. دلیل اصلی در معرض خطر قرار گرفتن این جانور دگرگونی‌های اقلیمی است که آینده یخ‌های منطقه و ضخامت آن‌ها رو مورد تهدید قرار داده‌اند. کم شدن ضخامت یخ‌های قطبی جوجه‌آوری این پرندگان را در آینده با مشکل روبرو خواهد کرد. این یخ‌ها مکان‌های اصلی گردآمدن دسته‌های پنگوئن امپراتور در بازه زمانی آوریل تا دسامبر هستند. دسته‌ای کوچک از این پنگوئن‌ها در جزیره پنگوئن که در دهه ۱۹۷۰ دارای جمعیتی برابر با ۱۵۰ جفت (تقریبی) بود، در سال ۱۹۹۹ به ۲۰ جفت رسید و تا سال ۲۰۰۹ نابود شده بود. پژوهشگران از روی بررسی بر روی دسته‌هایی همانند این دسته پیش‌بینی کرده‌اند که ۸۷ درصد جمعیت دسته‌های این پنگوئن تا پایان سده بیست و یکم میلادی (سال ۲۱۰۰ میلادی) نابود شوند و این جانور تنها به دلیل تأثیرات گرمایش جهانی به ورطه انقراض کشیده‌شود.
بررسی دیگری که حاصل کار بر روی تعداد جمعیت‌های محلی در سرزمین ادلی در بازه‌ای بیشتر از ۵۰ سال بود، نشان از کاهش ۵۰ درصدی جمعیت پنگوئن‌ها در طی دهه ۱۹۷۰ داد. در این هنگام دوره‌ای طولانی از گرما باعث کم شدن یخ‌های دریا و در پی آن تلف شدن بسیاری از این جانوران شد. عکس این وضعیت هنگامی برقرار شد که دوره‌ای طولانی از زمستان سخت شکل گرفت و در پی آن پنگوئن‌های امپراتور در سال بعد تخم‌های کمتری گذاشتند. رویدادهایی از این دست نشان از تأثیر بالقوه بسیار زیاد گرمایش جهانی و نابودی یخ‌ها بر جمعیت‌های محلی این جانور دارند.

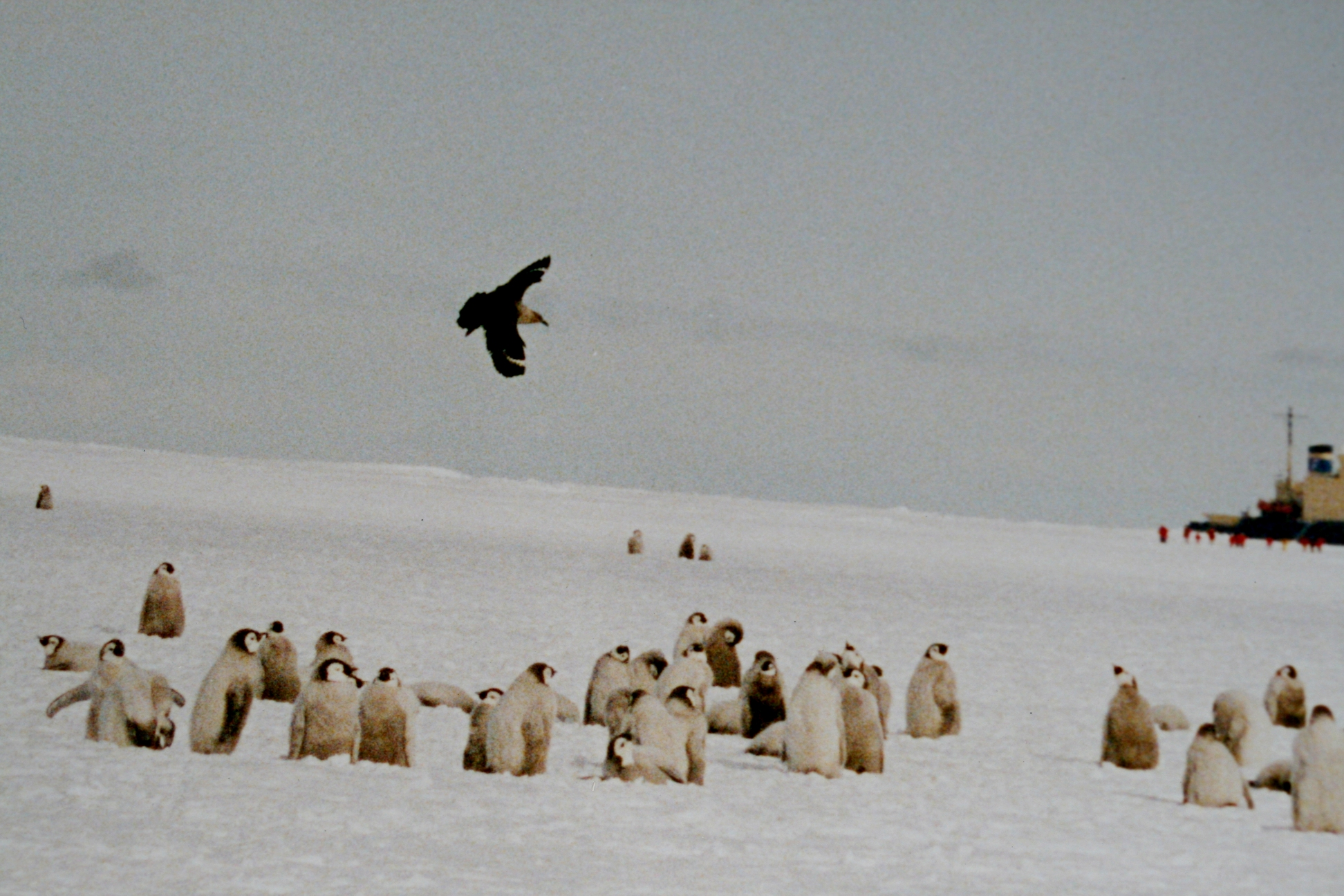
پرواز یک قاپو بر فراز پنگوئن‌های امپراتور، دریای راس

از دیگر دلایل اصلی در معرض تهدید قرار گرفتن این جانور می‌توان به کمبود مواد غذایی در اثر ماهیگیری صنعتی سخت‌پوستان و ماهی‌ها اشاره کرد. دلایل دیگری که از نظر اهمیت در رتبه‌های بعدی قرار می‌گیرند شامل بیماری، تخریب زیستگاه، و اختلال در پرورش آن‌ها توسط فعالیت‌های انسانی است. پژوهشی در سال ۱۹۹۲ نشان داد که فعالیت مراکز پژوهشی انسان در قطب جنوب و گذر چندین باره بالگردها از بالای منطقه باعث ایجاد اختلال در زندگی طبیعی این پنگوئن‌ها شده‌اند. فعالیت‌های گردشگری نیز جزو این دسته به‌شمار می‌روند.
شکارچیان پنگوئن‌های امپراتور شامل پرندگان و پستانداران آبزی می‌شوند. ۳۴٪ از مرگ و میر بچه پنگوئن‌ها، به دلیل شکار شدن توسط مرغان طوفان بزرگ جنوبی است. قاپوی قطب جنوب نیز به‌طور عمده بچه پنگوئن‌های مرده را شکار می‌کند چرا که توانایی بلند کردن جوجه‌های زنده و بزرگ را ندارد. از شکارچیان پستاندار دریایی پنگوئن‌های امپراتور نیز می‌توان به پلنگ دریایی و نهنگ قاتل اشاره کرد.

## ارتباط با انسان

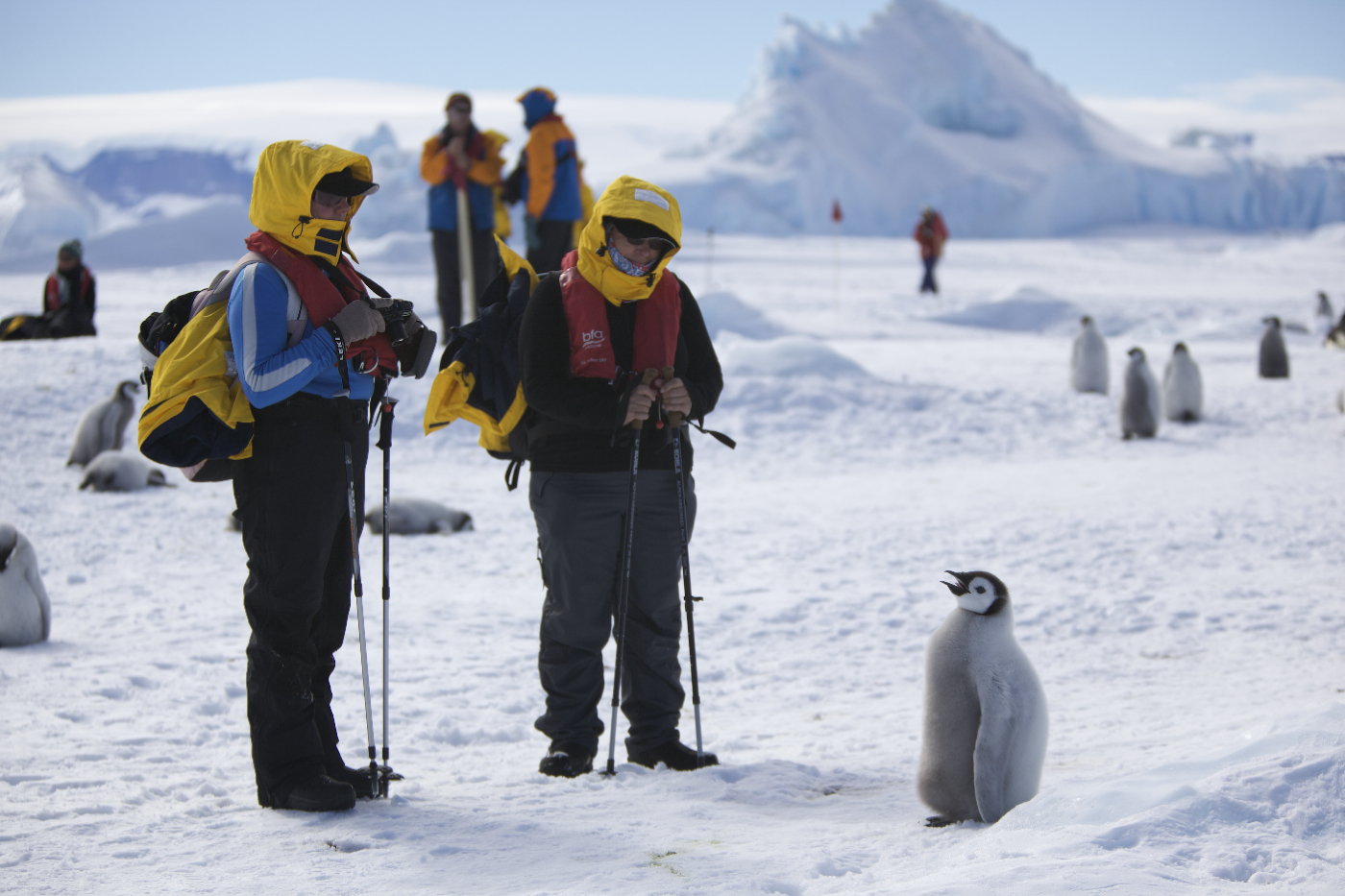
انسان‌ها و پنگوئن‌های امپراتور در جزیره اسنو هیل در قطب جنوب

با آنکه انسان‌های کهن از زمانی بسیار طولانی‌تر از هنگام کشف پنگوئن‌ها توسط اروپاییان با این پرندگان ارتباط داشتند، وجود پنگوئن‌های امپراتور تنها پس از پا گذاشتن انسان نوین به قطب جنوب دانسته‌شد. مکان زندگی دور از دسترس این گونه از پنگوئن‌ها و سرمای شدید قطب به آن‌ها محافظتی به گونه تقریبی کامل در برابر دست‌اندازی‌های بشر و شکار آن‌ها به منظور بهره‌گیری از گوشت و پوستشان داد؛ امری که برای پنگوئن‌های ساکن کرانه‌های آمریکای جنوبی، استرالیا، و جزیره‌های اطراف روی نداد و صدها هزار تن از آنان را قربانی کرد.
اگرچه فعالیت‌های ماهیگیری انسان‌ها هر سال میزان زیادی کریل را از چرخه زندگی در قطب جنوب بیرون می‌کند و این باعث کم شدن غذای پنگوئن‌ها می‌شود، تخمین زده می‌شود که فعالیت‌های مربوط به صنعت شکار نهنگ هر سال باعث زنده ماندن تعداد بسیار زیادی کریل که می‌توانند غذای ۲۰۰ تا ۳۰۰ میلیون پنگوئن را تأمین کنند، می‌شوند.
به دلیل شکل جالب و دوست‌داشتنی پنگوئن‌ها، از جمله پنگوئن امپراتور، و جوجه‌هایشان، از آن‌ها در باغ وحش‌ها نگهداری می‌شود و بعضی از آن‌ها حتی در اسارت بچه‌دار می‌شوند؛ نشانه‌ای از آنکه این پرندگان توانایی بالایی در خو گرفتن به طبیعت دارند. از جمله مکان‌های نامدار نگهداری این پرنده می‌توان به پارک آبی سی‌ورلد سن دیگو در کالیفرنیا اشاره کرد. بر پایه یک بررسی بر باغ وحش‌ها و آکواریوم‌های آمریکای شمالی که در سال ۱۹۹۹ در مجله پرنده‌شناسی دریایی به چاپ رسید، تعداد ۲۶ نر، ۲۵ ماده، و ۴ جوجه با جنسیت نامشخص در آن منطقه از زمین حضور داشتند.

### در فرهنگ
در فرهنگ عامه، اشاره کمی به این پنگوئن شده‌است چرا که نه تنها در گذشته امکان ارتباط انسان‌ها با جانوران قطب جنوب نبود، که شرایط سخت آب و هوایی آن منطقه تنها اجازه دیده شدنشان توسط پژوهشگران و تعداد کمی از ماهیگیران را می‌داد. در سال ۲۰۰۵ اما مستندی با نام رژه پنگوئن‌ها به کارگردانی لوک ژاکه توانست توجه بسیاری از مردم به این پرندگان و شرایطی را که در آن به زندگی می‌پردازند، جلب کند. در پی این فیلم در ژوئن سال ۲۰۱۱، یک پنگوئن امپراتور جوان که در ساحل پکا پکا، شمال ولینگتون در نیوزلند، پیدا شده بود و نیاز به کمک داشت به نام «خوش‌قدم» نامگذاری شد. این پنگوئن، که به دلیل خوردن اشتباه شن و ماسه به جای برف بیمار شده بود، بعدها پس از به پایان رسیدن درمان در میان استقبال مردم در حیات وحش آزاد شد.
از زندگی این پرندگان در دیگر مستندهای تلویزیونی همچون سیاره زمین (۲۰۰۶) و سیاره یخ‌زده (۲۰۱۱) نیز تصاویری پخش شده‌است. پنگوئن‌های امپراتور در فیلم انیمیشن رایانه‌ای خوش قدم که در سال ۲۰۰۶ ساخته‌شد، به تصویر کشیده‌شدند و نقش اصلی این داستان، یک پنگوئن امپراتور بود که به رقص بسیار علاقه داشت. این پویانمایی حاوی پیام‌هایی آموزشی دربارهٔ تهدید جدی محیط زیست این جانوران توسط پدیده گرم شدن زمین و نیز کاهش منابع غذایی به دلیل صید بی‌رویه توسط انسان‌ها بود. تصویر این پنگوئن‌ها بر روی تمبرهای بیش از ۳۰ کشور از جمله استرالیا، بریتانیا، شیلی، و فرانسه چاپ شده‌است. همچنین بیش از یک دهه است که طرح‌هایی از پنگوئن به عنوان نماد سیستم عامل لینوکس استفاده می‌شود.